# Лінія 2 Афінського метрополітену
Лінія 2, або Червона лінія (грец. Γραμμή 2, κόκκινη γραμμή) — одна з трьох ліній Афінського метрополітену. Лінію обслуговує товариство «Оператор Афінського метрополітену» (грец. Αττικό μετρό εταιρεία λειτουργίας). Лінія має довжину 16.4 км і налічує 20 станцій, час проїзду — 29 хвилин. Проходить з північного заходу на південь, сполучаючи західне передмістя Перістері із залізничним вокзалом, центром Афін (площі Омонія та Синтагма) та південно-східним передмістям Еллініко.

## Історія
Перші плани будівництва другої (після ІСАП) лінії метро в Афінах датуються 1950-тими роками. Тоді планувалося побудувати лінію від залізничного вокзалу до площі Синтагма, звідки йтимуть дві гілки: одна до пірейського району Фаліро на півдні, друга — до району Абелокіпі на сході. Проектна документація на лінію почала розроблятися у 1980-тих роках. Згідно з затвердженим проектом, лінія 2 мала сполучати передмістя Перістері на північному заході з передмістям Гліфада на півдні через центр Афін.
Реалізація проекту розпочалася навесні 1992 року. Влітку того ж року розпочалися археологічні роботи в місцях розташування майбутніх станцій, які тривали до кінця 1997 року та увійшли в історію як найбільші за всю історію Афін. Паралельно, з лютого 1993 року до весни 1998 року, тривало будівництво тунелів, які прокладалися на безпечній глибині 18 метрів, нижче від шару, який являє археологічну цінність. До кінця зими 1999 року було завершено роботу над будівництвом станцій першої черги, а восени вже було завершене архітектурне оформлення станцій. У грудні 1999 — січні 2000 року проходило тестування та пробний запуск нової лінії.
28 січня 2000 року відбулося урочисте відкриття першої черги нової лінії: від станції «Сеполія» на заході міста, поблизу якої розташоване депо лінії, до станції «Синтагма» з пересадкою на Лінію 3. Стартова ділянка має довжину 4,469 кілометрів і налічує 7 станцій, дві з яких — «Аттікі» та «Омонія» — мають пересадку на лінію ІСАП. 16 листопада було відкриту другу чергу — ще 5 станцій та 4,789 кілометрів до станції «Дафні».
У рамках програми будівництва другої фази метро до Олімпійських ігор 2004 року в 2004 році до лінії було добудовано по одній станції в обидва боки: 5 червня було відкрито ділянку «Дафні» — «Айос-Дімітріос/Александрос Панагуліс» (750 метрів), а 9 серпня — ділянку «Сеполія» — «Айос-Антоніос». Це забезпечило зручне сполучення з центром Афін для передмість Айос-Дімітріос та Айос-Антоніос відповідно.
6 квітня 2013 року відкрито 1,5-кілометрову ділянку на північний захід від «Айос-Антоніос» уздовж проспекту Вулігмені до станції «Антуполі» в муніципалітеті Перістері із проміжною станцією «Перістері». 26 липня відкрито одразу ділянку з 4 станціями від «Айос-Дімітріос/Александрос Панагуліс» до «Еллініко» в муніципалітеті Еллінікон (5,5 кілометрів, 4 станції). 
| Рік               | Пускові об'єкти                                  | Довжина | Кількість станцій |
| ----------------- | ------------------------------------------------ | ------- | ----------------- |
| 28 січня 2000     | «Сеполія» — «Синтагма»                           | 4,5 км  | 7                 |
| 16 листопада 2000 | «Синтагма» — «Дафні»                             | 4,8 км  | 5                 |
| 5 червня 2004     | «Дафні» — «Айос-Дімітріос/Александрос Панагуліс» | 0,8 км  | 1                 |
| 9 серпня 2004     | «Сеполія» — «Айос-Антоніос»                      | 1 км    | 1                 |
| 6 квітня 2013     | «Айос Антоніос» — «Антуполі»                     | 1,5 км  | 2                 |
| 26 липня 2013     | «Айос-Дімітріос» — «Еллініко»                    | 5,5 км  | 4                 |

## Перспективи розвитку
З 2013 року розпочалося планування продовження лінії на північ у бік району Іліо, де планується відкрити станцію метро «Іліон». Адміністрація метрополітену замовила трирічне дослідження для розробки проекту майбутньої лінії, яка пройде від станції «Антуполі» через колишні вугільні шахти на північ до Іліо. До 2016 року передбачається визначити трасу та розташування станцій цієї ділянки. Очікується, що нова ділянка матиме 3 станції та довжину 4,5 км.
В подальшому лінія може бути продовжена до району Гліфада на узбережжі.

## Конструктивні особливості
Лінія є повністю підземною, будувалася переважно закритим способом (за винятком станції «Синтагма», збудованої відкритим способом). Більшість станцій лінії глибокого залягання (18 метрів, «Омонія» знаходиться на глибині 33 метри), що пов'язано з особливостями ґрунтів та потребою проводити археологічні розкопки на менших глибинах. «Айос-Антоніос» є єдиною станцією мілкого залягання на лінії.
Всі станції оснащені ескалаторами та ліфтами для неповносправних.
Архітектурно більшість станцій, збудованих у 2000 році, оздоблені однотипно. Всі вони мають бокові платформи завширшки 4,5 метри. Стіни платформ переважно однотонні, однак на деяких станціях на них розміщені твори сучасного мистецтва, найвідомішим з яких є робота Янніса Галтіса на «Стасмос Ларісіс». На центральних станціях (зокрема, «Панепістиміо», «Синтагма» та «Акрополі») виставлені археологічні знахідки, які було знайдено при їх будівництві.
Станції, відкриті в 2004 році, мають відмінний дизайн: «Айос-Дімітріос/Александрос Панагуліс» є єдиною на лінії з центральною платформою, а «Айос-Антоніос» оформлена як «біокліматична» станція, яка максимально використовує природне освітлення.

## Депо та рухомий склад
Лінія обслуговується депо «Сеполія» між станціями «Сеполія» та «Айос-Антоніос». Лінію обслуговують 16 потягів виробництва Alstom-Siemens-ADtranz, які працюють в Афінах з 2000 року. Кожен потяг складається з шести вагонів і здатен розвивати швидкість до 80 км/год. Із здачею в експлуатацію 2013 року двох нових ділянок на лінію було додано 7 нових потягів виробництва Hyundai Rotem.

## Галерея зображень

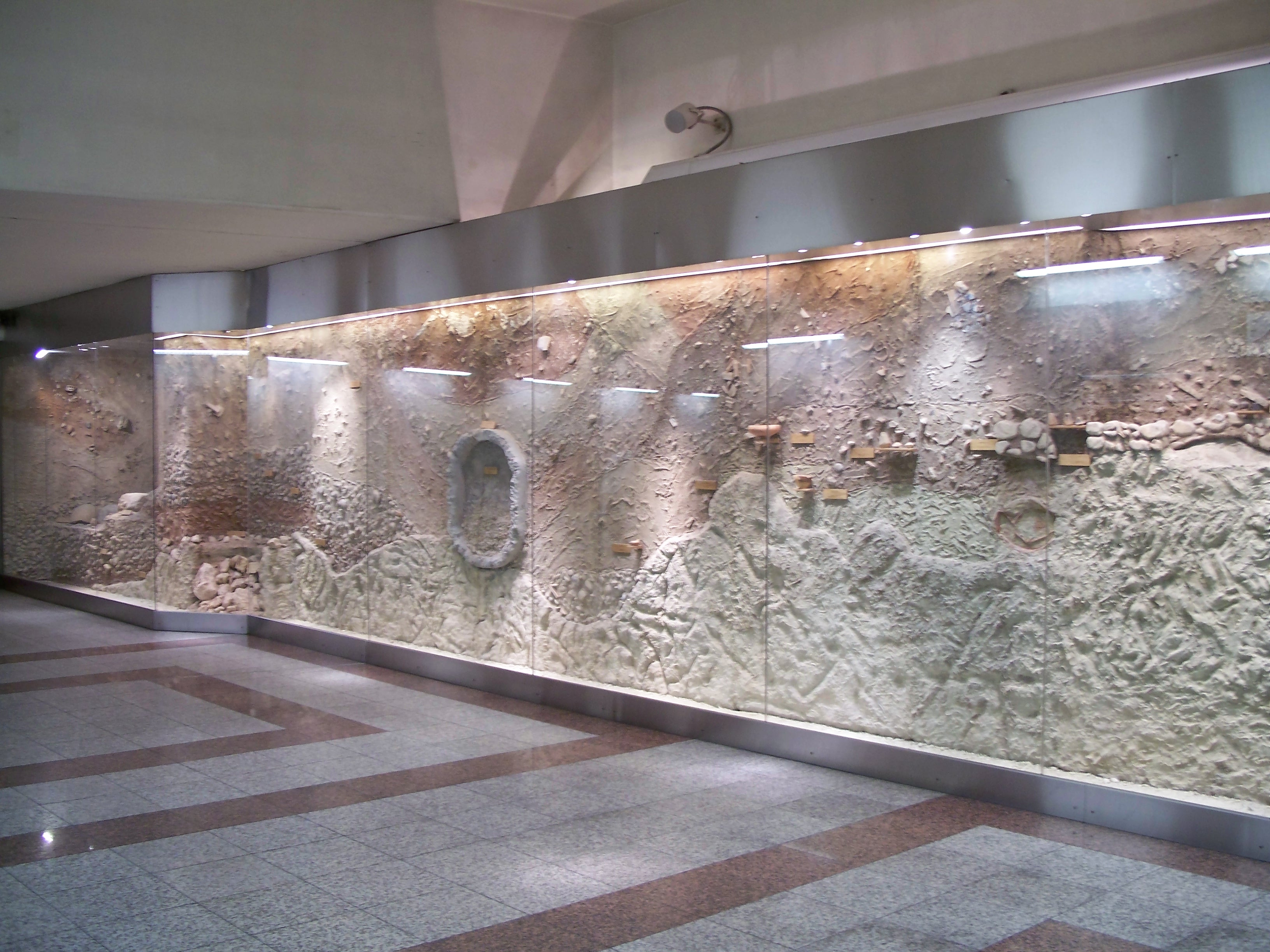
Археологічні знахідки на станції «Дафні»
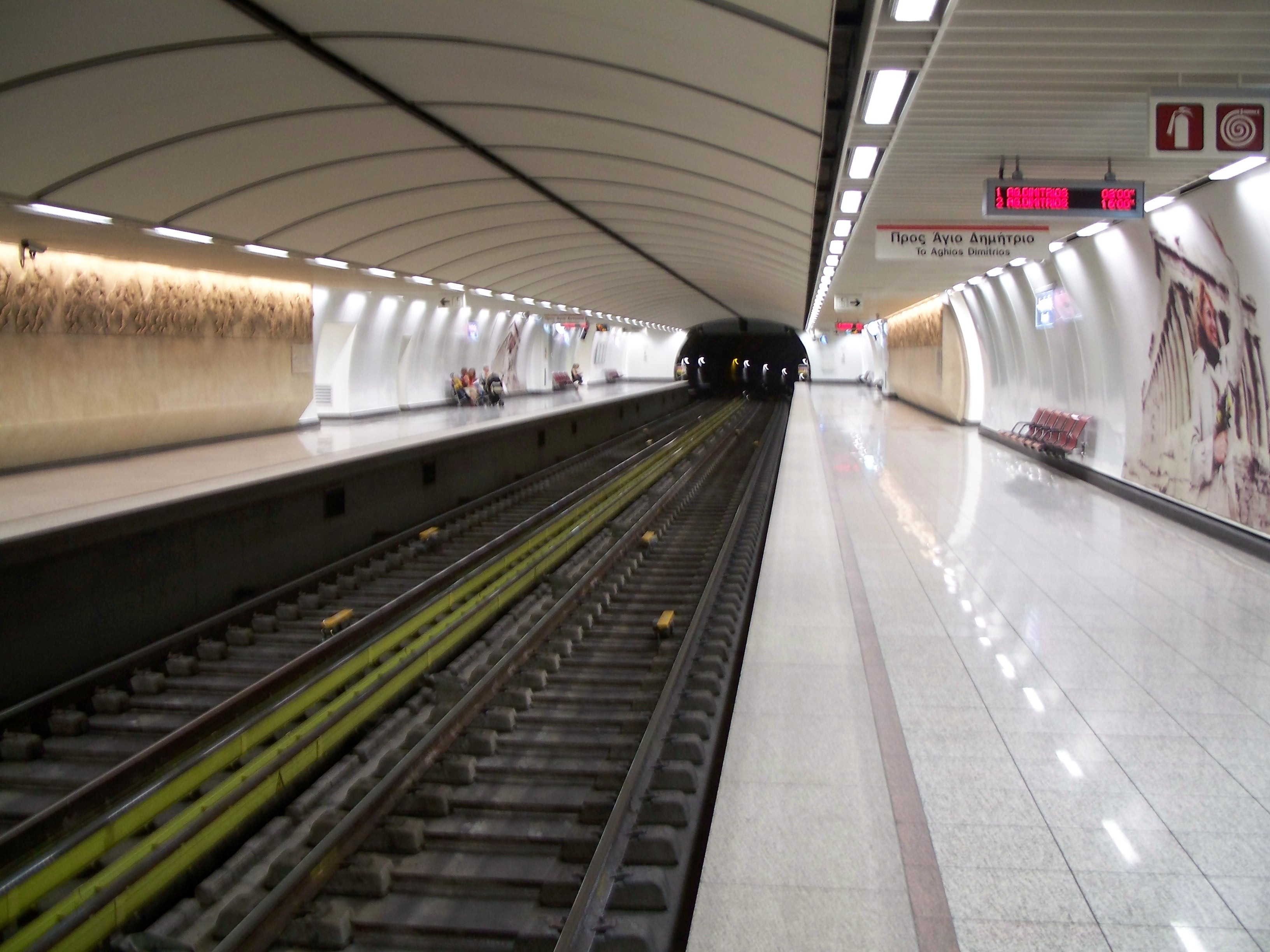
Платформа типової станції першої черги — «Акрополіс»
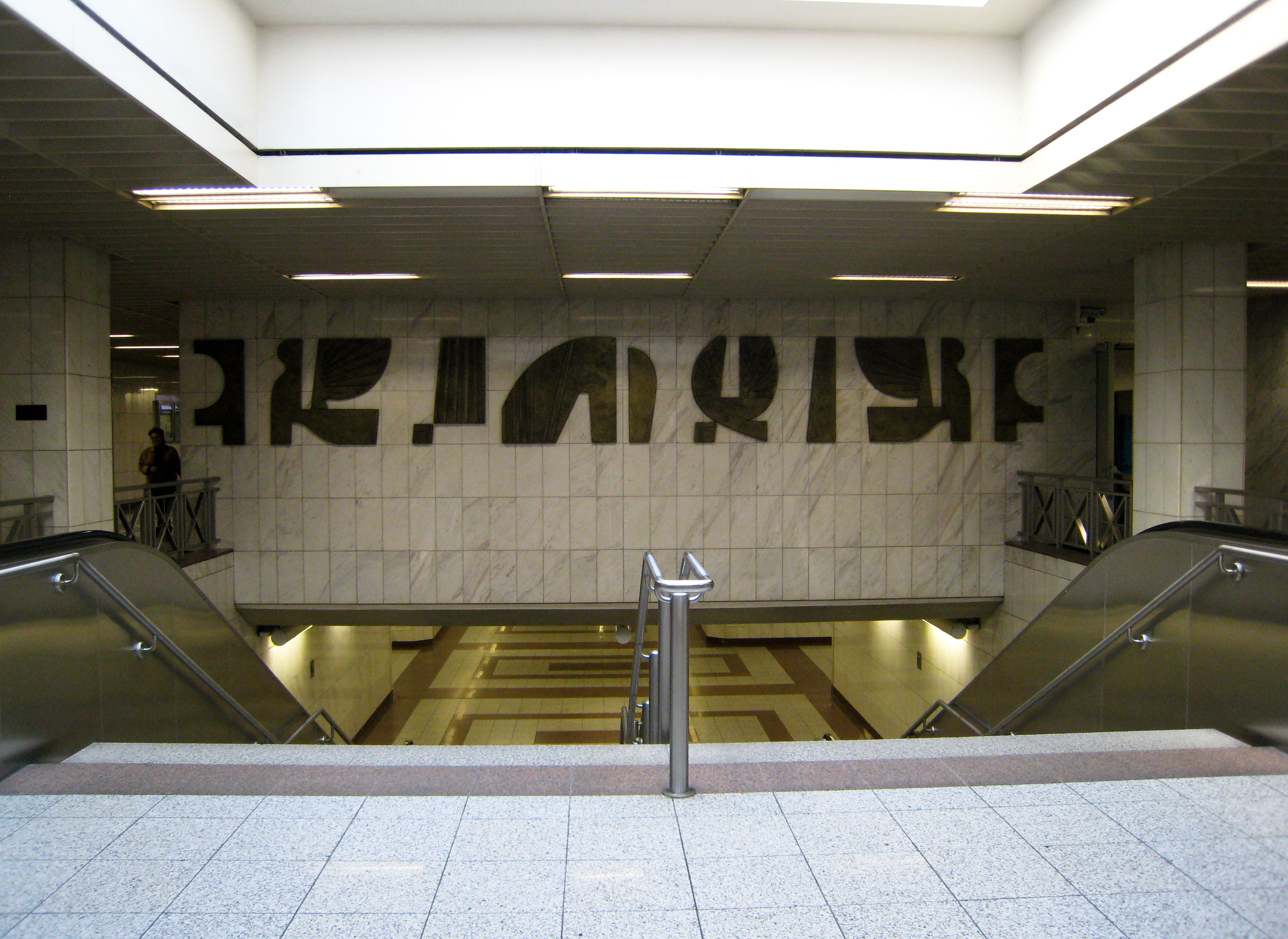
Вестибюль станції «Панепістиміо»
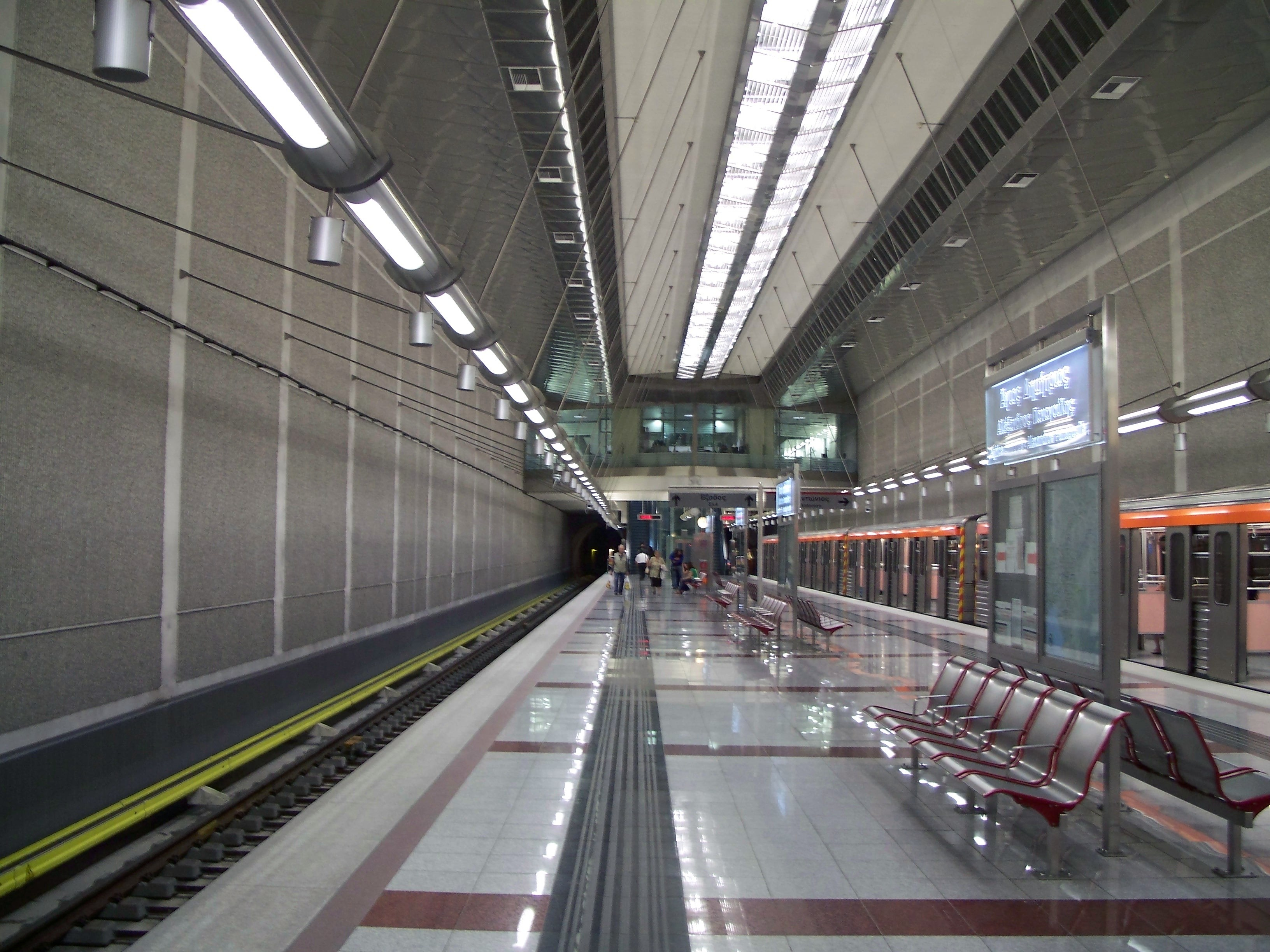
Вигляд станції «Айос-Дімітріос/Александрос Панагуліс»